# Mike Portnoy
 (mars 2010).
Si vous disposez d'ouvrages ou d'articles de référence ou si vous connaissez des sites web de qualité traitant du thème abordé ici, merci de compléter l'article en donnant les références utiles à sa vérifiabilité et en les liant à la section « Notes et références ».
Pour les articles homonymes, voir Portnoy.
Michael Stephen Portnoy alias Mike Portnoy est un batteur de rock et metal progressif américain né le 20 avril 1967 à Long Beach. Il est connu pour avoir été entre 1985 et 2010, et de nouveau depuis 2023, le batteur du groupe de metal progressif Dream Theater.
Il est aussi membre du groupe de rock progressif Liquid Tension Experiment avec Tony Levin, John Petrucci et Jordan Rudess, du groupe Transatlantic avec Roine Stolt, Pete Trewavas, Neal Morse et depuis son départ de Dream Theater en 2010 de The Winery Dogs avec Billy Sheehan et Richie Kotzen, de Flying Colors et Adrenaline Mob. Il a aussi joué avec Twisted Sister en 2016 après la mort d'A. J. Pero.
Dans le monde de la batterie, il est connu pour ses vidéos pédagogiques comme Progressive Drum Concepts (1995), Liquid Drum Theater (2000) et In Constant Motion (2006).
Il a reçu de nombreuses récompenses en tant que batteur. Il a notamment été consacré meilleur batteur de rock progressif par le magazine Modern Drummer (en) treize années consécutives.

## Biographie

### Dream Theater
Mike Portnoy commence la musique avec le piano qu'il délaissa très vite pour la batterie. Après avoir joué dans de petits groupes au lycée comme Intruder ou Rising Power, il étudie au Berklee College of Music de Boston. Il y rencontre le guitariste John Petrucci et le bassiste John Myung avec lesquels il fonde le groupe Majesty. Le claviériste Kevin Moore et le chanteur Chris Collins les rejoignent.
Le groupe change de nom et devient Dream Theater. C'est avec ce groupe que Portnoy se fait reconnaître dans le milieu, notamment grâce au succès de l'album Images And Words. De 1995 à 2006, il est consacré meilleur batteur de l'année par le magazine Modern Drummer, revue de référence aux États-Unis.
Portnoy commercialise sa première vidéo pédagogique en 1995 intitulée Progressive Drum Concepts.

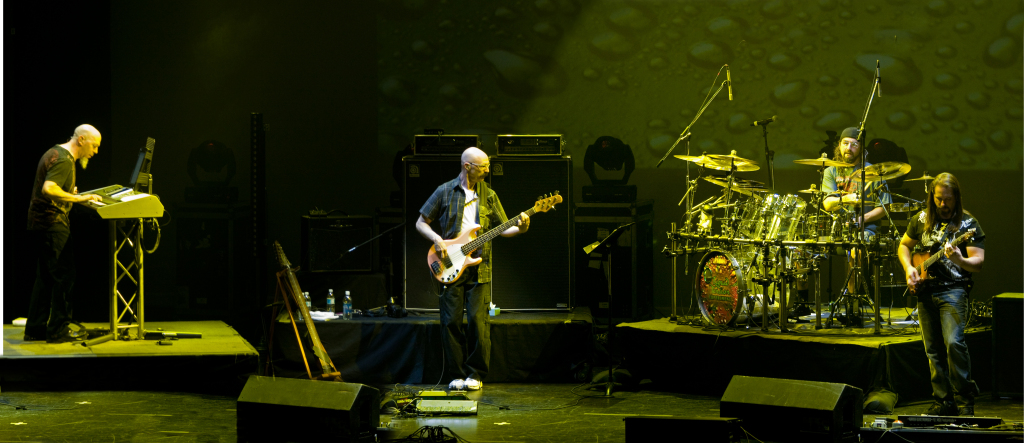
Concert du groupe Liquid Tension Experiment au festival NEARfest à Bethlehem, PA en 2008

Il fonde parallèlement le groupe Liquid Tension Experiment avec John Petrucci, Jordan Rudess et Tony Levin.
En 1999, Mike Portnoy sort avec Dream Theater Metropolis Part 2: Scenes from a Memory.
Mike Portnoy publie une seconde vidéo pédagogique à partir de Metropolis Part 2: Scenes from a Memory et de Liquid Tension Experiment.

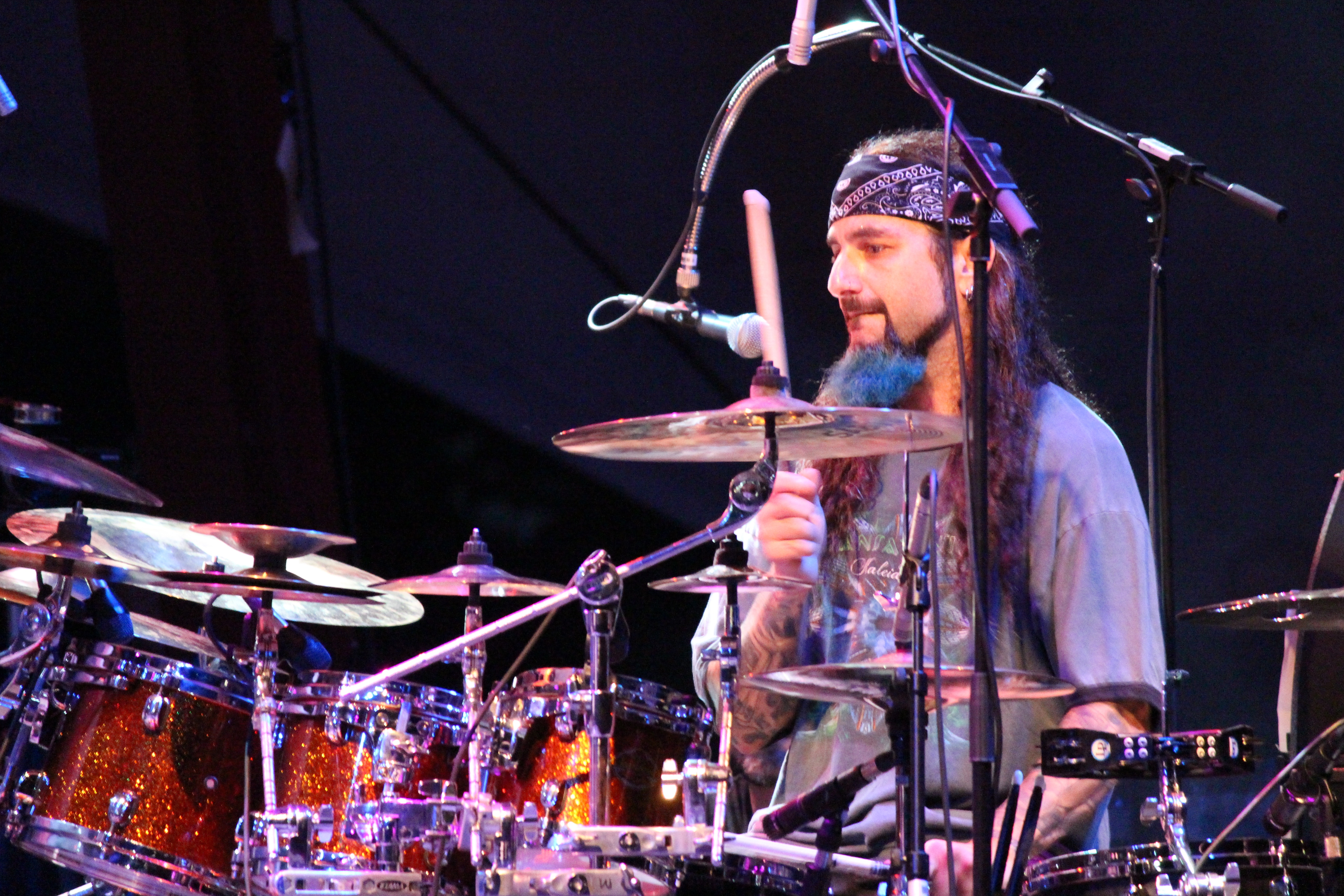
Mike Portnoy en concert avec Transatlantic au festival Night of the Prog en 2008

Il fonde ensuite le groupe de rock progressif Transatlantic avec le guitariste des Flower Kings Roine Stolt, le claviériste et chanteur de  Spock's Beard Neal Morse et le bassiste de Marillion Pete Trewavas, dont le premier album, SMPTe, sort en 2000, et il joue aussi avec Jim Matheos (Fates Warning) et Kevin Moore (ex-Dream Theater et Chroma Key) dans un autre "side project" : OSI.
En 2003, il joue sur l'album solo de Neal Morse, Testimony. Ce dernier ayant quitté Spock's Beard et par la même occasion Transatlantic pour des raisons religieuses. Dream Theater sort un album plus que progressif, Train of Thought.
Mike Portnoy participe également au nouvel album de Neal Morse aux côtés de Randy George, One.
En novembre 2004, Dream Theater entre en studio pour composer et enregistrer Octavarium, sorti mi-2005, puis il accompagne John Petrucci dans le G3 lors de la tournée de 2005.

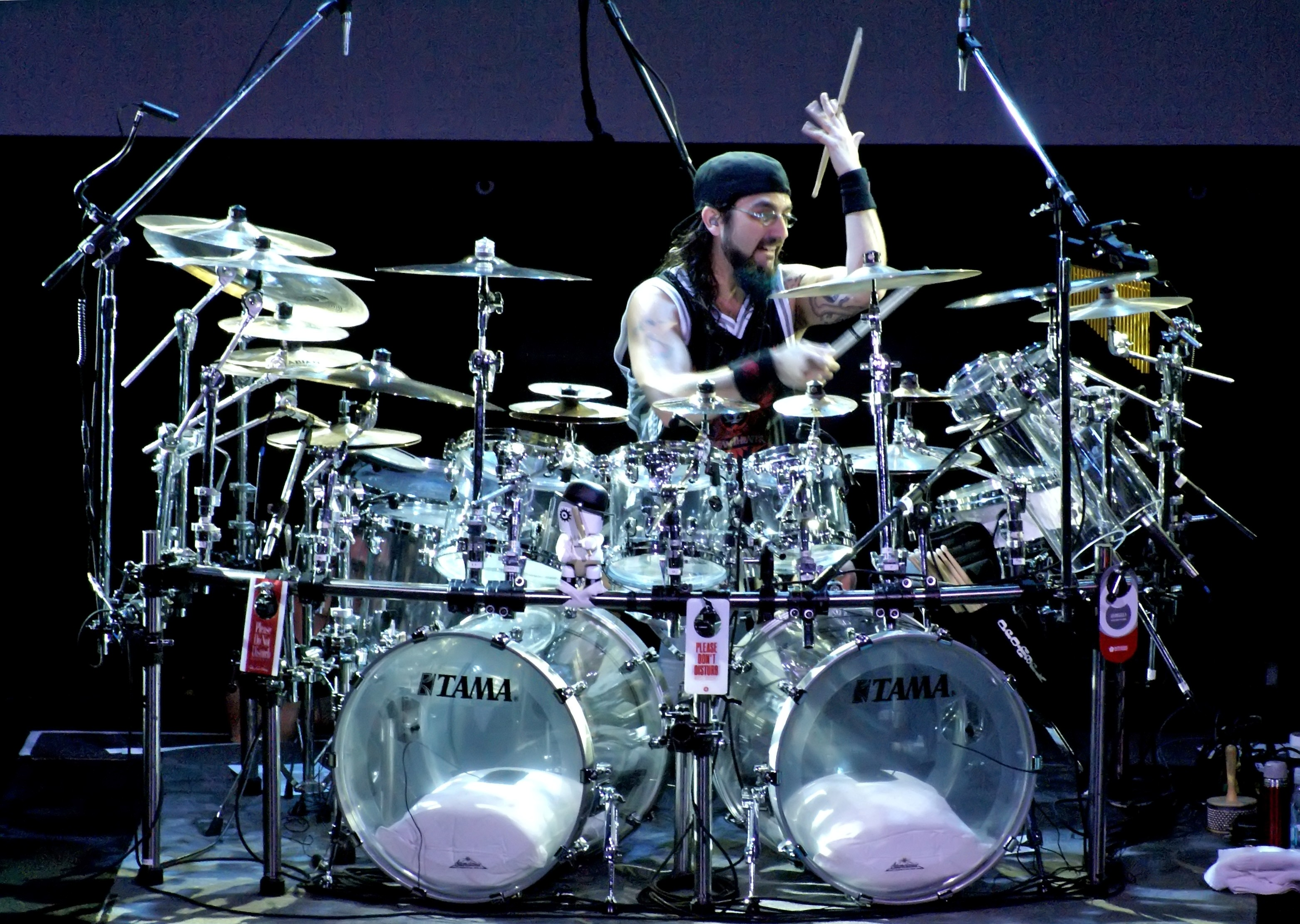
Mike Portnoy en concert avec Dream Theater à Rio de Janeiro en 2008.

Il joue aussi dans plusieurs tribute bands : Yellow Matter Custard (hommage aux Beatles), Hammer of the Gods (hommage à Led Zeppelin) et Cygnus and the Sea Monsters (hommage à Rush).

### Après Dream Theater
En septembre 2010, il quitte le groupe Dream Theater.
Cette même année, il enregistre la batterie sur l'album Nightmare d'Avenged Sevenfold. Il part ensuite en tournée avec le groupe. Leur collaboration s'achève en décembre 2010.
Il reviendra sur sa décision concernant Dream Theater en avril 2011, mais sa proposition de retour sera rejetée par l'avocat du groupe, car Mike Mangini était déjà engagé comme nouveau batteur.
Avec le chanteur et claviériste Neal Morse, le guitariste Paul Gilbert et le bassiste Kasim Sulton, il enregistre en février 2011 au B.B. King Blues Club & Grill de New York un album d'hommage aux Beatles intitulé One More Night In New York City. L'album sort en mai 2011.
En 2011, le chanteur du groupe Symphony X, Russell Allen, lui propose d'intégrer son nouveau groupe qu'il a formé avec le guitariste Mike Orlando : Adrenaline Mob. Dans ses débuts, le groupe comptait également Rich Ward et Paul Di Leo. Cependant ils ne font plus partie du groupe aujourd'hui, n'ayant pas assez de temps à consacrer au projet et c'est ainsi que le groupe trouve sa forme définitive avec l'introduction du bassiste de Disturbed, John Moyer. Le groupe a sorti un EP, suivi de l'album Omertà en mars 2012, et d'une tournée. Ce groupe se détache complètement du style progressif auquel l'on associe Portnoy, qui est plus orienté Groove Metal, avec des guitares très lourdes et des solos très rapides et très techniques, mais malgré ce changement de style on retrouve très facilement la signature de Mike à la batterie.

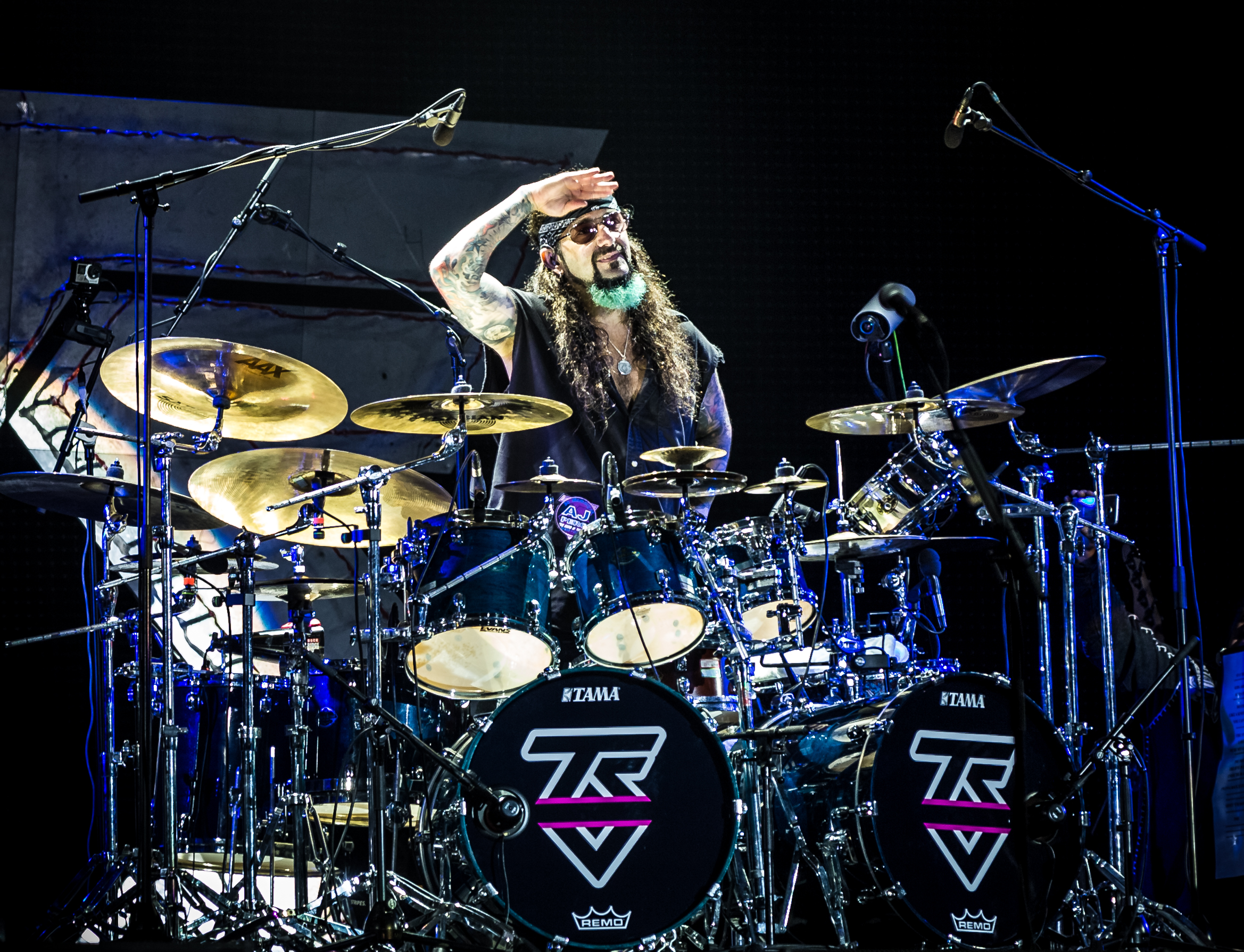
Mike Portnoy en concert avec Twisted Sister au festival Wacken Open Air en 2016

En parallèle, il rejoint le supergroupe Flying Colors à la demande du producteur Peter Collins et en mars 2012, il sort avec ce groupe (composé de Neal Morse, Steve Morse, Dave LaRue et Casey McPherson) l'album Flying Colors,.
Il a également remplacé Roy Mayorga, au sein de Stone Sour le temps d'un concert au Rock in Rio le 14 septembre 2011.
Fin 2012, il participe à la tournée d'un supergroupe composé de Billy Sheehan, Tony MacAlpine et Derek Sherinian, ancien claviériste de Dream Theater. Leur concert à Tokyo sortira plus tard en DVD.
Au mois de juin 2013, il annonce qu'il quitte Adrenaline Mob à la suite d'un « conflit d'emploi du temps » avec ses autres projets. Ceux-ci incluent notamment un nouvel album de Transatlantic pour 2014 ainsi qu'un nouvel album de Flying Colors cette même année.
Avec Billy Sheehan (basse) et Richie Kotzen (guitare), il forme un power trio dénommé The Winery Dogs. L'album homonyme sort en juillet 2013 et est suivi d'une tournée.
Le nouvel album de Transatlantic, Kaleidoscope, sort en janvier 2014, et celui de Flying Colors, Second Nature, en octobre de cette même année.
En 2015, Mike rejoint le super-groupe Metal Allegiance (composé de Mark Menghi, David Ellefson (Megadeth), Alex Skolnick (Testament)), et prépare également un nouvel album avec The Winery Dogs. L'album, intitulé Hot Streak sort en octobre 2015.
Il a rejoint Twisted Sister pour jouer de la batterie pendant leur tournée d'adieu en 2016, remplaçant A.J. Pero, décédé en mars 2015, qui avait pris la place de batteur d'Adrenaline Mob.
En 2017, il fonde le super-groupe Sons of Apollo avec Dereck Sherinian aux claviers, Jeff Scott Soto aux vocaux, Ron "Bumblefoot" Thal à la guitare et Billy Sheehan à la guitare basse. Le premier album de ce super-groupe s'appelle Psychotic Symphony.

### Retour dans Dream Theater
En octobre 2023, Dream Theater annonce le retour du batteur Mike Portnoy au sein du groupe.

### Vie privée
Mike Portnoy est marié à Marlene Apuzzo, guitariste puis bassiste du groupe de thrash metal Meanstreak, dont il produira une démo en 1992 qui contribura à le relancer.

## Récompenses
Mike Portnoy a reçu de nombreuses récompenses du magazine Modern Drummer (en) : 
- Meilleur batteur de rock progressif (Best progressive rock drummer) : 1994, 1995, 1996, 1997, 1998, 1999, 2000, 2001, 2002, 2003, 2004, 2005, 2006.
- Best clinician : 2000, 2002.
- Meilleure performance enregistrée (Best recorded performance) :
  - Awake 1995,
  - A Change Of Seasons 1996,
  - Falling Into Infinity 1998,
  - Metropolis Part 2: Scenes from a Memory 2000,
  - Six Degrees Of Inner Turbulence 2002.
- Meilleure vidéo pédagogique (Best educational video/DVD) :
  - Liquid Drum Theater 2000,
  - Liquid Drum Theater 2002.
- Up and Coming : 1994
- Hall of fame inductee : 2004 (le deuxième plus jeune de l'histoire après Neil Peart)

## Influences
Mike Portnoy se passionne pour le rock, écoutant des groupes tels que Pink Floyd, Iron Maiden, U2, Queen, Genesis, Yes, Metallica mais surtout les Beatles, The Who et Rush dans lesquels jouent ses plus grandes références : Neil Peart, Ringo Starr, Phil Collins et Keith Moon, qui ont eu une grande influence sur lui[réf. souhaitée].

## Matériel
Mike Portnoy emploie un kit très imposant aussi bien en termes de la batterie en elle-même que de son jeu de cymbales. Notamment, il utilise aussi bien en studio que sur scène des kits avec trois grosses caisses et deux caisses claires afin d'avoir deux positions de jeu pour utiliser des toms différents en fonction des ambiances des morceaux.
Mike Portnoy est endossé par la marque de batterie Tama, Sabian pour ses cymbales, Remo pour ses peaux et utilise des baguettes Pro-Mark. Il a également son propre modèle chez cette dernière marque.

## Discographie

### Dream Theater
- 1989 : When Dream and Day Unite
- 1992 : Images and Words
- 1993 : Live at the Marquee
- 1994 : Awake
- 1995 : A Change of Seasons
- 1997 : Falling into Infinity
- 1998 : Once in a LIVEtime
- 1999 : Metropolis Part 2: Scenes from a Memory
- 2001 : Live Scenes from New York
- 2002 : Six Degrees Of Inner Turbulence
- 2003 : Train of Thought
- 2004 : Live at Budokan
- 2005 : Octavarium
- 2006 : Score
- 2007 : Systematic Chaos
- 2008 : Chaos in Motion 2007-2008
- 2009 : Black Clouds and Silver Linings
- 2025 : Parasomnia

### Liquid Tension Experiment
- 1998 : Liquid Tension Experiment 1
- 1999 : Liquid Tension Experiment 2
- 2021 : Liquid Tension Experiment 3

### Transatlantic
- 2000 : SMPTe
- 2001 : Bridge Across Forever
- 2002 : Live in America
- 2003 : Live in Europe
- 2009 : The Whirlwind

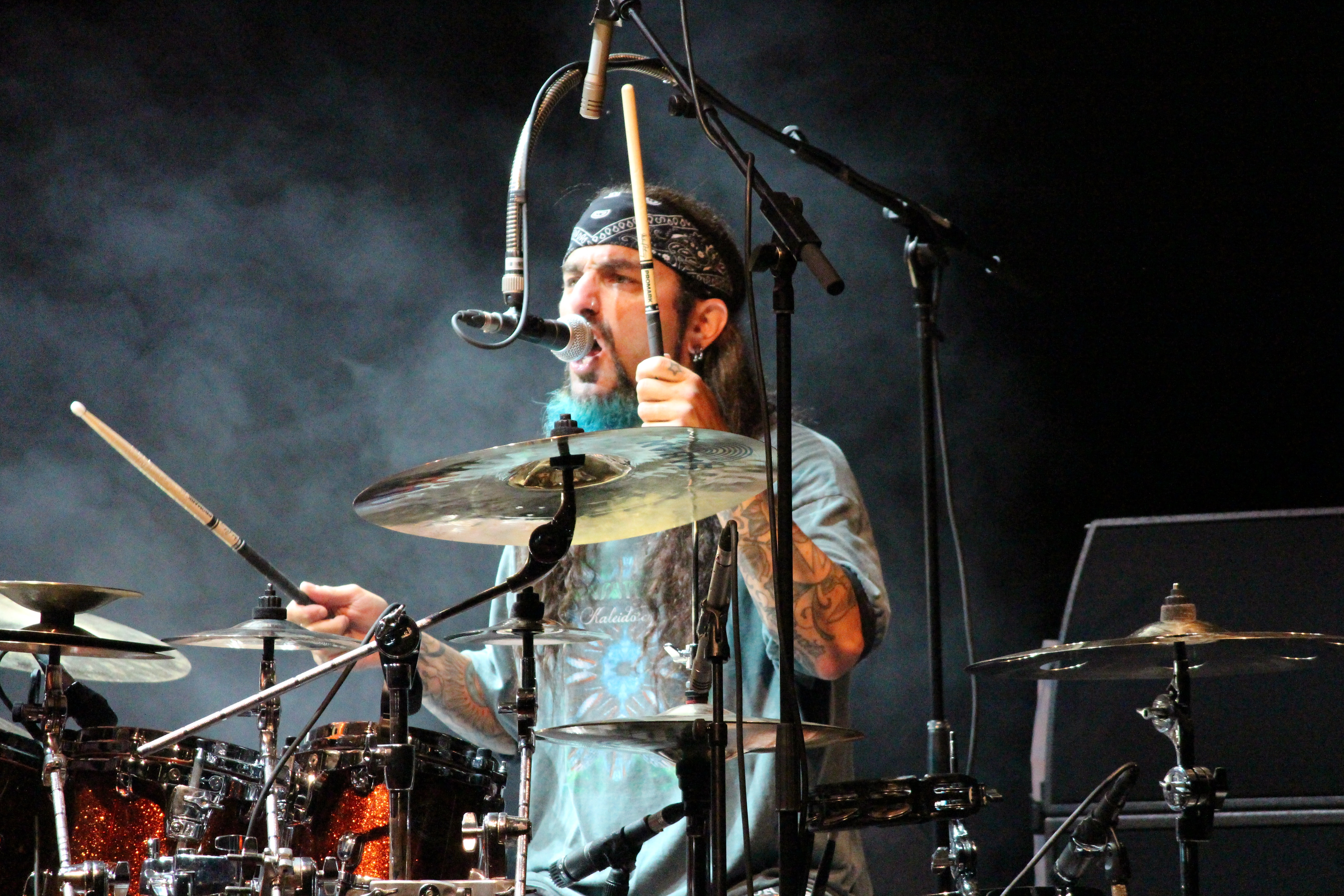
Mike Portnoy en concert avec le groupe Transatlantic au festival Night of the Prog en 2014

- 2010 : Whirld Tour 2010 - Live in London
- 2011 : More Never Is Enough: Live In Manchester & Tilburg 2010
- 2014 : Kaleidoscope
- 2021 : The Absolute Universe

### Neal Morse
- 2003 : Testimony
- 2004 : One
- 2005 : ?
- 2011 : Testimony 2
- 2012 : Momentum
- 2015 : The Grand Experiment
- 2016 : The Similitude of a Dream
- 2019 : The Great Adventure

### Office of Strategic Influence
- 2003 : Office of Strategic Influence
- 2006 : Free

### Adrenaline Mob
- 2011 : Adrenaline Mob
- 2012 : Omertà
- 2013 : Covertà

### Flying Colors
- 2012 : Flying Colors
- 2013 : Live in Europe
- 2014 : Second Nature
- 2015 : Second Flight : Live at the Z7
- 2019 : Third Degree
- 2020 : Live Third Stage : Live In London (O2 Shepherd’s Bush Empire)

### The Winery Dogs
- 2013 : The Winery Dogs
- 2014 : Unleashed in Japan
- 2015 : Hot Streak
- 2017 : Dog Years - Live in Santiago & Beyond 2013-2016
- 2023 : III

### Participations
- 1984 : Power of the People avec Rising Power
- 1986 : 12 A.M. avec Inner Sanctum
- 1986 : Unearthed avec S. A. Adams
- 2001 : Rama 1 avec Andy West
- 2003 : A Twist of Fate (EP) avec John Arch
- 2005 : Live in Athens avec Fates Warning
- 2005 : Live in Tokyo avec G3 (sur quatre chansons)
- 2005 : One Night in New York City avec Yellow Matter Custard
- 2006 : Two Nights in North America avec Hammer of the Gods
- 2006 : One Night in Chicago avec Cygnus and the Sea Monsters
- 2007 : One Night in New York City avec Amazing Journey
- 2010 : Nightmare avec Avenged Sevenfold
- 2011 : One More Night in New York City avec Yellow Matter Custard
- 2013 : Live in Tokyo avec Portnoy, Sheehan, MacAlpine and Sherinian
- 2014 : Into the Maelstrom avec Bigelf
- 2014 : Stone Pushing Uphill Man avec Paul Gilbert (sur deux chansons)
- 2014 : Restoration avec Haken (Gong sur Crystallised)
- 2015 : Metal Allegiance avec Metal Allegiance
- 2020 : Terminal Velocity avec John Petrucci

## Vidéos pédagogiques
- 1995 : Progressive Drum Concepts, Rittor Music, VHS/DVD
- 2000 : Liquid Drum Theater, Hudson Music, DVD
- 2007 : In Constant Motion, Hudson Music, DVD